# Ограниченность
Ограниченность в математике — свойство множеств, указывающее на конечность размера в контексте, определяемом категорией пространства.
Исходное понятие — ограниченное числовое множество, таковым является множество вещественных чисел {\displaystyle B\subset \mathbb {R} }, для которого существуют числа {\displaystyle m,M\in \mathbb {R} } такие, что для любого {\displaystyle x} из {\displaystyle B} имеет место: {\displaystyle m\leqslant x\leqslant M}, иными словами, {\displaystyle B} целиком лежит в отрезке {\displaystyle [m,M]}. Числа {\displaystyle m} и {\displaystyle M} называются в этом случае нижней и верхней границей множества {\displaystyle B} соответственно. Если существует только нижняя или верхняя граница, то говорят об ограниченном снизу или ограниченном сверху множестве соответственно.
Ограниченное сверху числовое множество обладает точной верхней гранью, ограниченное снизу — точной нижней гранью (теорема о гранях). Конечное множество точек, интервал числовой оси {\displaystyle [a,b]} (где {\displaystyle a,b} — конечные числа), конечное объединение ограниченных множеств — ограниченные множества; множество целых чисел {\displaystyle \mathbb {Z} } — неограниченно; множество {\displaystyle \mathbb {N} } натуральных чисел с точки зрения системы вещественных чисел — ограниченно снизу и неограниченно сверху.
Ограниченная числовая функция — функция {\displaystyle f\colon D\to \mathbb {R} }, область значений которой {\displaystyle f(D)} ограниченна, то есть существует такое {\displaystyle m}, что для всех {\displaystyle x} имеет место неравенство {\displaystyle |f(x)|\leqslant m}. В частности, ограниченная числовая последовательность — последовательность {\displaystyle (a_{i})}, для которой существует {\displaystyle m\in \mathbb {R} } такое, что для всех {\displaystyle i\in \mathbb {N} } выполнено {\displaystyle |a_{i}|\leqslant m}.

## Обобщения
Обобщения числовой ограниченности на более общие категории пространств могут различаться. Так, на подмножества произвольных частично упорядоченных множествах числовое определение переносится естественным образом (поскольку для определения требуется только отношение порядка).
В топологическом векторном пространстве {\displaystyle E} над полем {\displaystyle k} ограниченным считается всякое множество {\displaystyle B}, поглощаемое любой окрестностью нуля, то есть если существует такое {\displaystyle \alpha \in k}, что {\displaystyle B\subset \alpha U_{0}}. Ограниченный оператор на топологических векторных пространствах переводит ограниченные множества в ограниченные.
В случае произвольного метрического пространства {\displaystyle (M,d)} ограниченными считаются множества конечного диаметра, то есть {\displaystyle B\subseteq M} ограниченно, если {\displaystyle \mathrm {sup} \{d(x,y)\mid {x,y\in B}\}} конечно. При этом ввести понятия ограниченности сверху и снизу в общих метрических пространствах невозможно.
Более специальное понятие, распространяющееся на произвольные метрические пространства — вполне ограниченность; в случае числовых множеств и в евклидовых пространствах это понятие совпадает с соответствующими понятиями ограниченного множества. В метрических пространствах топологическая компактность эквивалентна одновременной вполне ограниченности и полноте, и, хотя на произвольные топологические пространства понятие ограниченности не распространяется, компактность в общем случае можно считать некоторым аналогом ограниченности.